# Georg Mauritzson von der Grünau
Georg Mauritzson von der Grünau var ståthållare i Kurfurstendömet Sachsen. Han var gift med Anna Ottosdotter von Lipradt, kammarfröken till drottning Kristina den äldre.

## Barn
1. Maria von der Grünau g 1) med Otto Helmer Mörner och 2) med Stellan Otto von Mörner
2. Anna von der Grünau gm  Berndt Didrik Mörner